# Luigi Vannicelli Casoni
Luigi Vannicelli Casoni (Amelia, 16 aprile 1801 – Roma, 21 aprile 1877) è stato un cardinale e arcivescovo cattolico italiano.

## Biografia
Nacque a Amelia il 16 aprile 1801, primogenito del conte Giovanni Vannicelli e della contessa Maria Venturelli Casoni.
Dalla nonna materna, Violante Casoni, ereditò il patrimonio e il cognome della famiglia Casoni di Sarzana, che aveva dato alla Chiesa due cardinali, Lorenzo e Filippo Casoni.
Papa Gregorio XVI lo elevò al rango di cardinale nel concistoro del 24 gennaio 1842. Nel 1850, dopo la morte del cardinale Cadolini, fu nominato arcivescovo di Ferrara.
A seguito della caduta della repubblica romana fu uno dei membri del triumvirato di cardinali (assieme ai cardinali Gabriele Sermattei della Genga e Lodovico Altieri) che governò Roma durante l'assenza di papa Pio IX ancora esule a Gaeta.
Dal 1870 fu a capo della Dataria apostolica. Morì il 21 aprile 1877 all'età di 76 anni.

## Genealogia episcopale e successione apostolica
La genealogia episcopale è:
- Cardinale Scipione Rebiba
- Cardinale Giulio Antonio Santori
- Cardinale Girolamo Bernerio, O.P.
- Arcivescovo Galeazzo Sanvitale
- Cardinale Ludovico Ludovisi
- Cardinale Luigi Caetani
- Cardinale Ulderico Carpegna
- Cardinale Paluzzo Paluzzi Altieri degli Albertoni
- Papa Benedetto XIII
- Papa Benedetto XIV
- Cardinale Enrico Enriquez
- Arcivescovo Manuel Quintano Bonifaz
- Cardinale Buenaventura Córdoba Espinosa de la Cerda
- Cardinale Giuseppe Maria Doria Pamphilj
- Papa Pio VIII
- Papa Pio IX
- Cardinale Luigi Vannicelli Casoni

La successione apostolica è:
- Vescovo Jean-Marcel Touvier, C.M. (1870)
- Cardinale Luigi Giordani (1871)